# Glaucytes helenae
Glaucytes helenae är en skalbaggsart som först beskrevs av White 1855.  Glaucytes helenae ingår i släktet Glaucytes och familjen långhorningar.
Artens utbredningsområde är Vanuatu. Inga underarter finns listade i Catalogue of Life.